# Jay Gould
Jason "Jay" Gould (27. maj 1836 – 2. december 1892) var en amerikansk finansmand, som blev en førende amerikansk jernbanebygger og -spekulant. Efter at han i mange år havde været fremstillet som arketypen af en røverbaron har moderne historikere afvist en række myter omkring ham og vurderet hans karriere mere positivt

## Fødsel og tidlige karriere
Jason Gould blev født i Roxbury, New York, søn af John Burr Gould (1792-1866) og Mary Moore Gould (1798-1841). Goulds far var af britisk kolonial oprindelige og hans mor havde skotske rødder. Han studerede på Hobart Academy, men forlod det i en alder af 16 år for at arbejde hos sin far i en isenkramforretning. Han fortsatte med at studere på egen hånd, med vægten på landmåling og matematik. Senere gik Gould over til at arbejde i tømmer og garverivirksomheder i det vestlige New York og blev derefter involveret i bankvirksomhed i Stroudsburg, Pennsylvania.  I 1856 udgav han History of Delaware County.

## Ægteskab
Han giftede sig med Helen Day Miller (1838-1889) i 1863 de fik seks børn: 
- George Jay Gould I (1864–1923) som giftede sig med Edith M. Kingdon (1864–1921)
- Edwin Gould I (1866–1933), som giftede sig med Sarah Cantine Shrady
- Helen Gould (1868–1938), som giftede sig med Finlay Johnson Shepard (1867–1942)
- Howard Gould (1871–1959), som giftede sig med Viola Katherine Clemmons den 12. oktober, 1898; og senere i1937 med skuespillerinden Grete Mosheim
- Anna Gould (1875–1961), giftede sig med Paul Ernest Boniface, Comte de Castellane (1867-1932); og efter en skilsmisse med Helie de Talleyrand-Perigord, 5th duc de Talleyrand, 5th duc de Dino, 4th Herzog von Sagan og Prince de Sagan (1858–1937)
- Frank Jay Gould (1877–1956), giftede sig med Helen Kelley; derefter Edith Kelly; og så Florence La Caze (1895–1983)

## Tweed Ringen
Det var i den samme periode at Gould og James Fisk blev involveret i Tammany Hall. De gjorde den demokratiske  "boss" William M. Tweed til direktør i Erie Railroad, og til gengæld sørgede Tweed for fordelagtig lovgivning for dem. Tweed og Gould blev genstand for politiske karrikaturtegninger af Thomas Nast i 1869. I oktober 1871, da Tweed blev fængslet og der krævedes  8 mio. dollars i kaution var Gould den største kautionist.

## Black Friday
I august 1869 begyndte Gould og Fisk at købe guld i et forsøg på at klemme markedet. De håbede at stigende guldpriser ville få prisen på hvede til at stige så landmænd i vesten ville sælge, hvilket ville betyde at der skulle transporteres en masse korn østpå, hvilket ville øge behovet for transport på Erie jernbanen.  
På dette tidspunkt brugte Gould sine kontakter med præsident Ulysses S. Grant's svoger, Abel Corbin, til at prøve at påvirke præsidenten og hans personlige sekretær General Horace Porter. Disse guldspekulationer kulminerede med panikken på Black Friday, den 24. september 1869, hvor præmien ovenpå den nominelle guldpris på en Double Eagle faldt fra 62 % til 35 %. Gould tjente et mindre beløb på denne operation, men tabte det på de efterfølgende retssager.  
Guldspekulationen grundfæstede Goulds ry i pressen som en almægtig figur, som kunne drive markedet op og ned efter forgodtbefindende. I resten af hans liv tilskrev avisreportere ham næsten enhver udvikling i markedet, som de ellers ikke kunne forklare. 

## Sene karriere
Efter at være blevet tvunget ud af Erie jernbanen, startede Gould i 1879 på at opbygge en gruppe af jernbaner i Midtvesten ved at få kontrollen over fire jernbaneselskaber, herunder Union Pacific og Missouri Pacific Railroad. I 1880 kontrollerede han 16.000 km jernbane, omkring en niendedel af de samlede jernbanestrækninger i USA på det tidspunkt, og i 1882 havde han majoriteten i selskaber med 15% af landets spor. Gould trak sig tilbage fra ledelsen af Union Pacific i 1883 på grund af politiske kontroverser om dets gæld til den føderale regering, men fik en stor fortjeneste ud af det for sig selv. 
Gould opnåede også en kontrollerende andel af Western Union telegraf kompagniet og efter 1881 i højbanerne i New York. Endelig var han involveret i mange af de største finansoperationer indenfor jernbaneindustrien fra 1868-1888. Under den store jernbanestrejke i det sydvestlige USA i 1886 hyrede han strejkebrydere og ifølge fagforeningsledere hævdede han da: "Jeg kan ansætte halvdelen af arbejderklassen til at dræbe den anden halvdel."

## Arv
Gould døde af tuberkulose den 2. december 1892 og blev begravet på Woodlawn Cemetery i Bronx, New York. Hans formue blev forsigtigt sat til 72 mio. dollar af skattehensyn. Selv om han havde givet penge til velgørenhed siden 1870-erne testamenterede han hele sin formue til sin familie. Ved sin død var Gould godgører ved renoveringen af den  Reformerte kirke i Roxbury, som nu hedder Jay Gould Memorial Reformed Church. Familiens mausoleum blev udformet af Francis O'Hara (1830-1900) fra Irland.
I sit liv og i 100 år efter havde Gould et fastslået ry som den mest skrupelløse af det 19. århundredes amerikanske forretningsmænd – Røverbaronerne. Ofte lod han sine rivaler tro, at han var slået for så at pege på et juridisk eller kontraktuelt smuthul, som fuldstændig ændrede situationen til hans fordel. 
Han var den første som anvendte den nu almindelige praksis med at erklære sig bankerot som en strategisk manøvre. Han havde ikke noget imod at bruge kursmanipulation og insider handel (som dengang var lovlig, men ildeset) til at skabe kapital og for at gennemføre eller forhindre fjendtlige overtagelser. Derfor var der mange samtidige forretningsfolk, som ikke stolede på Gould og ofte udtrykte foragt for hans tilgang til forretning. Alligevel betegnede John D. Rockefeller han som den dygtigste forretningsmand han nogensinde havde mødt.  
Aviserne i New York offentliggjorde mange rygter om Gould, som hans biografer videregav som sandhed. F.eks. påstod de, at Gould drev sin partner Charles Leupp i garverivirksomheden til selvmord. Rent faktisk havde Leupp perioder med mania og depressioner, som psykiatere i dag ville sige tydede på maniodepressivitet, og hans familie vidste at det var dette og ikke hans forretningsforhold, som drev ham i døden. 
Disse biografer portrætterede Gould som en parasit som trak penge ud af forretninger og ikke interesserede sig for at forbedre dem. Han blev ofte mistænkt for at være jøde på grund af sit navn og blev afbildet i antisemitiske karikaturer, selv om han var født presbyterianer og giftede sig med en episkopaler. 
Nyere biografer, herunder Maury Klein og Edward Renehan har gransket Goulds karriere med større fokus på de primære kilder. De har konkluderet, at fiktion ofte overdøvede fakta i de tidligere beretninger, og at trods sine metoder var Goulds mål i reglen konstruktive. 

## Tidslinje
- 1836 Jay Gould fødes som Jason Gould
- 1841 Mary Moore Gould, hans mor, dør
- 1850 US Census med Jay Gould i Roxbury, New York
- 1856 Udgivelse af History of Delaware County
- 1863 Ægteskab med Helen Day Miller (1838-1889)
- 1864 George Jay Gould I, hans søn fødes
- 1866 John Burr Gould, hans far dør
- 1866 Edwin Gould, hans søn fødes
- 1868 Helen Gould, hans datter fødes
- 1869 Black Friday
- 1870 US Census med Jay Gould i første hjem på Manhattan
- 1870 US Census med Jay Gould i andet hjem på Manhattan
- 1871 Howard Gould, hans søn fødes
- 1875 Anna Gould, hans datter fødes
- 1877 Frank Gould, hans søn fødes
- 1880 Køb af Lyndehurst fra enken efter George Merritt, forkorter navnet til Lyndhurst
- 1880 US Census med Jay Gould i Greenburgh, New York
- 1889 Helen Day Miller, hans kone dør
- 1892 Jay Gould dør

## Yderligere læsning
- Renehan, Edward J. (2005). The Dark Genius Of Wall Street: The Misunderstood Life of Jay Gould, King of the Robber Barons. New York: BasicBooks. ISBN 0465068855.
- Morris, Charles R. (2005). The Tycoons: How Andrew Carnegie, John D. Rockefeller, Jay Gould, and J.P. Morgan Invented the American Supereconomy. New York: Holt. ISBN 0805075992.
- "George Gould marries". New York Times. 1886-09-15.
- "Howard Gould marries". New York Times. 1898-10-13.
- "Howard Gould dies here at 88; last surviving son of Jay Gould, rail financier — yachtsman, auto racer". New York Times. 1959-09-15.

## Eksterne links
- Nekrolog fra Iowa City Daily Citizen Arkiveret 16. november 2006 hos  Wayback Machine
- Findagrave: Jay Gould
- Foto fra Library of Congress's George Grantham Bain Collection
- Scripophily.com – Bob Kerstein Collection Arkiveret 11. maj 2008 hos  Wayback Machine: Jay Gould underskrevet Missouri, Kansas and Texas Railway Company Stock Certificate dateret 1880.
- George Labarre Galleries : Jay Gould underskrift på aktie fra Saint Joseph Western Railroad Company dateret 1879.
- History of Delaware County and Border Wars of New York